# 1953 год в музыке

## События
- 14 марта Фрэнк Синатра подписывает семилетнее соглашение с звукозаписывающей компанией Capitol Records, что стало началом пути возрождения его слегка завядшей музыкальной карьеры.

## Выпущенные альбомы
- What a Wonderful Christmas (Луи Армстронг)
- Chante Jezebel (Шарль Азнавур)
- Chante Jezebel 2 (Шарль Азнавур)
- Dean Martin Sings (Дин Мартин)

## Лучшие песни года(прото-рок-н-ролл)
- «Your Cheatin' Heart» (Хэнк Уильямс)

## Родились

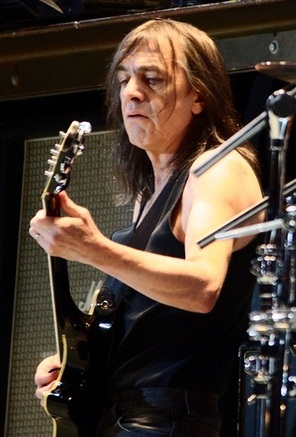
Малкольм Янг

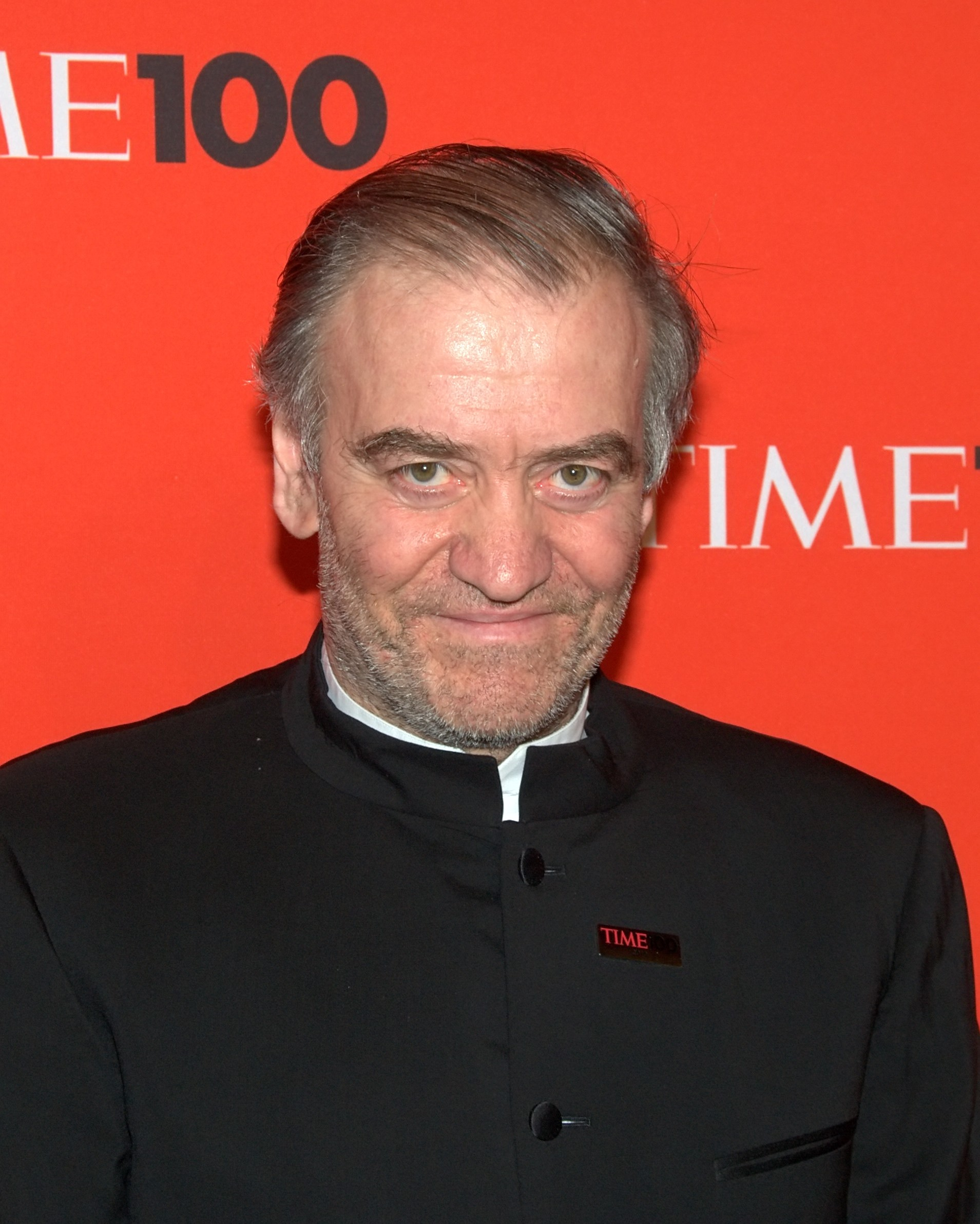
Валерий Гергиев

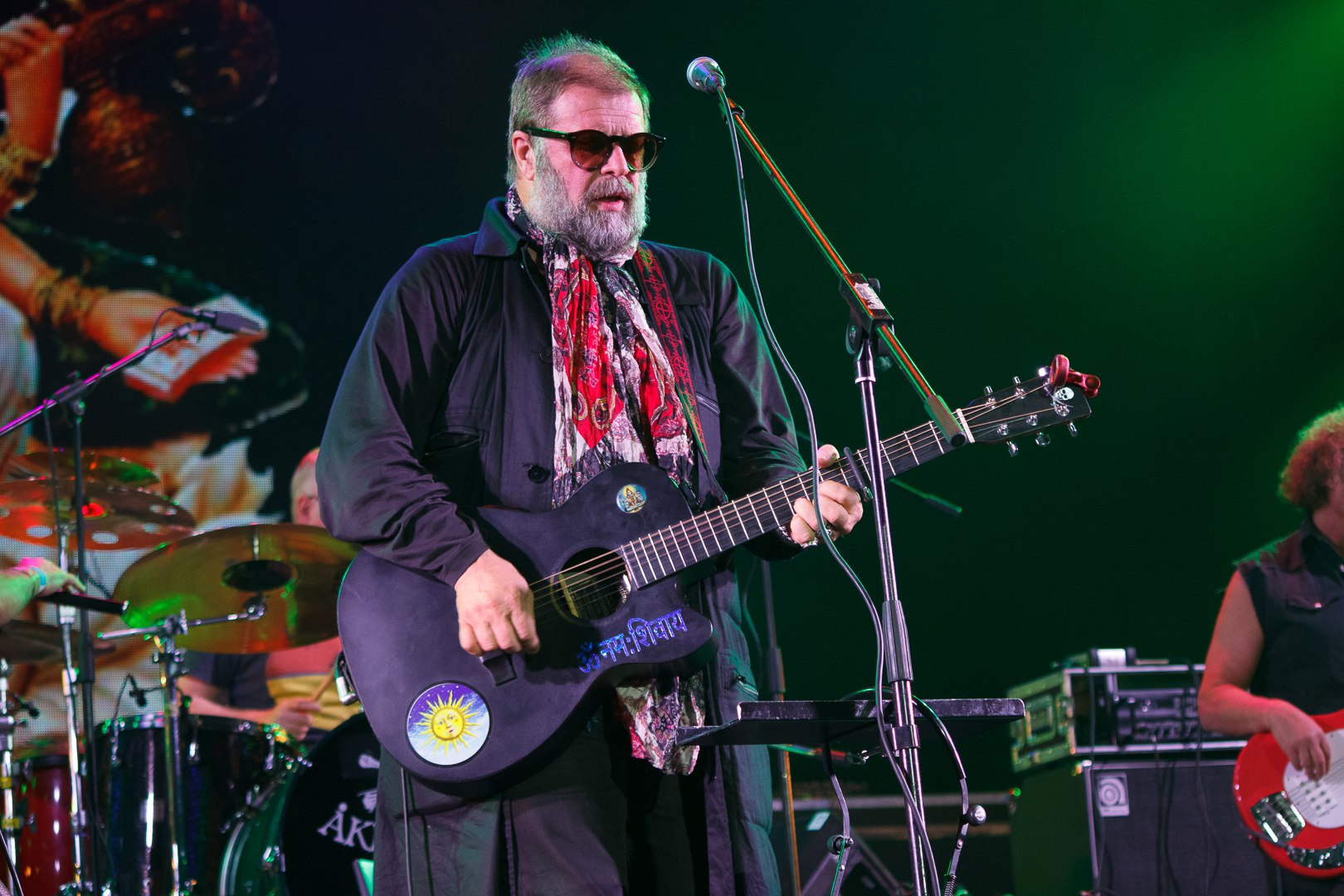
Борис Гребенщиков

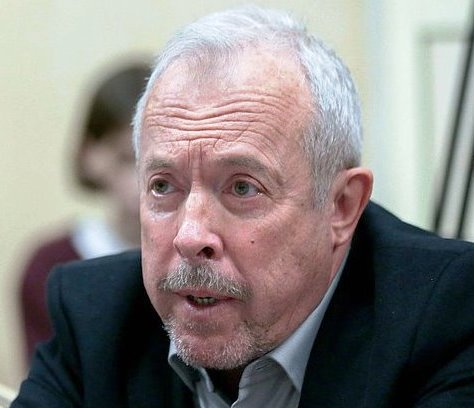
Андрей Макаревич

### Январь
- 6 января — Малкольм Янг (ум. 2017) — австралийский музыкант и автор песен, основатель и ритм-гитарист группы AC/DC
- 10 января — Пэт Бенатар — американская певица
- 12 января — Кирилл Партыка (ум. 2020) — советский и российский писатель, поэт, журналист, автор песен и рок-музыкант
- 21 января — Людмила Барыкина (ум. 2023) — советская и российская эстрадная певица
- 23 января — Робин Зандер[англ.] — американский певец и музыкант, вокалист и гитарист группы Cheap Trick

### Февраль
- 3 февраля — Николай Будник (ум. 2001) — советский и украинский кобзарь, бандурист и мастер народных музыкальных инструментов
- 16 февраля — Джон Брэдбери[англ.] (ум. 2015) — британский музыкант и музыкальный продюсер, барабанщик группы The Specials
- 21 февраля — Валерий Бендеров (ум. 2017) — советский и украинский оперный певец (драматический тенор)
- 25 февраля — Реджи Лукас (ум. 2018) — американский музыкант, автор песен и музыкальный продюсер

### Март
- 2 марта — Имран Усманов (ум. 2017) — советский и российский чеченский певец, поэт и композитор
- 11 марта — Джимми Айовин[англ.] — американский бизнесмен и музыкальный продюсер, сооснователь лейбла Interscope Records
- 18 марта — Сергей Пешков (ум. 2018) — советский и российский виолончелист и музыкальный педагог
- 29 марта — Вадим Голутвин (ум. 2022) — советский и российский гитарист и композитор
- 30 марта — Леонид Сергеев (ум. 2022) — советский и российский автор-исполнитель, журналист и писатель

### Апрель
- 11 апреля — Вячеслав Горский (ум. 2021) — советский и российский джазовый пианист, композитор и продюсер
- 15 апреля — Славомир Пивовар[пол.] (ум. 2015) — польский джазовый и рок-гитарист, клавишник, композитор и аранжировщик
- 16 апреля — Джеффри Ориема (ум. 2018) — угандийский и французский музыкант и певец

### Май
- 2 мая — Валерий Гергиев — советский и российский дирижёр
- 8 мая — Алекс Ван Хален — американский музыкант, основатель и барабанщик группы Van Halen
- 11 мая — Джордже Балашевич (ум. 2021) — сербский поэт-песенник и певец
- 15 мая — Майк Олдфилд — британский мультиинструменталист и композитор
- 16 мая — Валерий Белянин (ум. 2016) — советский и российский певец, музыкант и автор песен, вокалист и гитарист ВИА «Пламя» и «Самоцветы»
- 19 мая — Камаль Баллан (ум. 2021) — сирийский и российский композитор, поэт, хореограф и киноактёр

### Июнь
- 3 июня — Лоалва Браз (ум. 2017) — бразильская певица, солистка группы Kaoma
- 4 июня — Пол Самсон (ум. 2002) — британский гитарист, лидер группы Samson
- 7 июня — Джонни Клегг (ум. 2019) — британский и южноафриканский певец, музыкант и автор песен
- 11 июня — Виталий Белоножко (ум. 2024) — советский и украинский эстрадный певец
- 19 июня — Ларри Данн[англ.] — американский музыкант, клавишник группы Earth, Wind & Fire

### Июль
- 1 июля — Дэвид Галпилил (ум. 2021) — австралийский актёр и танцор
- 6 июля — Нэнси Гриффит (ум. 2021) — американская певица и автор-исполнитель
- 11 июля
  - Юрий Кузнецов (ум. 2016) — советский и украинский джазовый пианист, композитор и педагог
  - Брамуэлл Тови (ум. 2022) — канадский дирижёр и композитор
- 22 июля — Брайан Хоу[англ.] (ум. 2020) — британский певец и автор песен, вокалист группы Bad Company
- 23 июля — Клод Барцотти (ум. 2023) — бельгийский певец
- 24 июля — Гэрри Шайдер[англ.] (ум. 2010) — американский певец и музыкант, гитарист и вокалист группы Parliament-Funkadelic
- 25 июля — Тыну Ааре (ум. 2021) — советский и эстонский музыкант, композитор и автор песен, основатель ансамбля «Апельсин»
- 29 июля
  - Гедди Ли — канадский певец, музыкант и автор песен, вокалист, басист и клавишник группы Rush
  - Патти Скелфа — американская певица и гитаристка, вокалистка группы E Street Band

### Август
- 14 августа — Джеймс Хорнер (ум. 2015) — американский кинокомпозитор
- 18 августа — Марвин Айзли[англ.] (ум. 2010) — американский музыкант, басист группы The Isley Brothers
- 27 августа — Алекс Лайфсон — канадский музыкант и автор песен, гитарист группы Rush

### Сентябрь
- 2 сентября — Владимир Ефименко (ум. 2020) — советский и российский эстрадный певец и исполнитель, солист ВИА «Лейся, песня»
- 7 сентября — Бенмонт Тенч[англ.] — американский музыкант, клавишник группы Tom Petty and the Heartbreakers

### Октябрь
- 7 октября — Тико Торрес — американский музыкант, барабанщик группы Bon Jovi
- 14 октября — Гаррисон Фьюэлл[нем.] (ум. 2015) — американский джазовый гитарист
- 15 октября — Тито Джексон (ум. 2024) — американский певец и музыкант, вокалист и гитарист группы The Jackson 5
- 16 октября — Тони Кэри — американский музыкант, вокалист, продюсер и композитор, клавишник группы Rainbow
- 21 октября — Шарлотт Кэффи[англ.] — американский музыкант и автор песен, гитаристка и клавишница группы The Go-Go’s
- 26 октября — Аурлус Мабеле (ум. 2020) — конголезский и французский певец и композитор
- 31 октября — Александр Новиков — российский поэт, певец и композитор

### Ноябрь
- 4 ноября — Марина Туцакович (ум. 2021) — югославская и сербская поэтесса-песенница
- 12 ноября — Василис Каррас (ум. 2023) — греческий певец
- 27 ноября — Борис Гребенщиков — советский и российский поэт, музыкант и композитор, вокалист и гитарист группы «Аквариум»[1]
- 30 ноября — Дэвид Саншес[англ.] — американский музыкант, клавишник группы E Street Band

### Декабрь
- 11 декабря — Андрей Макаревич — советский и российский музыкант, певец, поэт и композитор, основатель и лидер группы «Машина времени»
- 18 декабря — Эллиот Истон — американский музыкант, гитарист группы The Cars
- 28 декабря — Роберто Каччапалья — итальянский композитор и пианист

## Скончались
- 1 января — Хэнк Уильямс (29) — американский кантри-певец, гитарист и композитор
- 5 марта — Сергей Прокофьев (61) — русский и советский композитор, пианист, дирижёр и музыкальный писатель[2]
- 19 марта — Ирен Бордони (68) — американская актриса и певица корсиканского происхождения
- 23 апреля — Питер Де Роуз[англ.] (57) — американский композитор
- 4 мая — Семён Беллисон (69) ― русский и американский кларнетист
- 19 июня — Андре Бенуа (74) — американский пианист французского происхождения
- 13 августа — Димитрий Аракишвили (80) — советский грузинский композитор и музыкальный педагог
- 27 августа — Николай Березовский (53) — американский композитор, дирижёр и скрипач русского происхождения
- 3 октября — Арнольд Бакс (69) — британский композитор, дирижёр, пианист и музыкальный педагог
- 12 октября — Давид Аграновский (63) — советский оперный певец (тенор)
- 20 октября — Фред Алерт[англ.] (61) — американский автор песен
- 27 октября — Кнут Бек (85) — шведский пианист, музыкальный педагог и композитор
- 5 ноября — Владимир Бакалейников (68) — русский и американский альтист, дирижёр и композитор
- 26 ноября — Айвор Аткинс (83) — британский органист и хоровой дирижёр
- 2 декабря — Георгий Дмитревский (53) — советский хоровой дирижёр, педагог и общественный деятель
- 3 декабря — Хуршид Агаева (47) — советская пианистка, музыковед и музыкальный педагог